# Sashimono

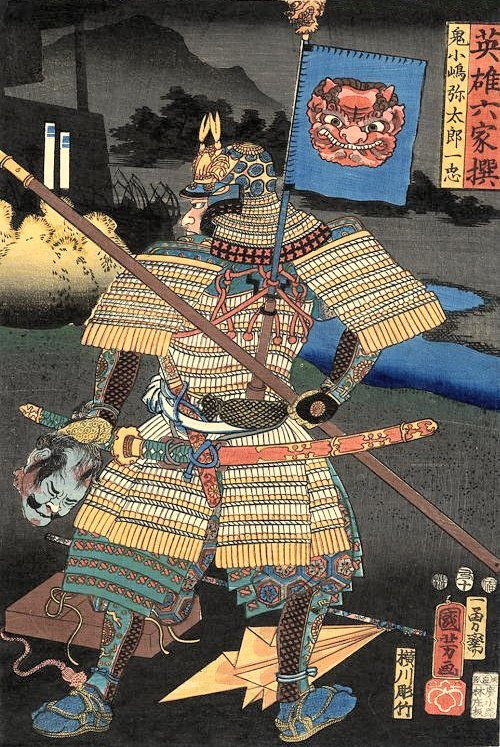
Vista traseira de Onikojima Yatarô Kazutada em armadura com um sashimono, uma gravura em bloco de madeira de Utagawa Kuniyoshi da série Seis Heróis Selecionados.

Sashimono (指物, 差物, 挿物) eram pequenos estandartes usados por soldados no Japão feudal para identificação durante as batalhas.

## Descrição
As bandeiras de sashimono eram presos às costas do dō ("couraça") por encaixes especiais. Eles eram usados tanto por soldados a pé, incluindo os soldados comuns conhecidos como ashigaru, quanto pelos samurais de elite e membros do shogunato, além de estarem presentes em suportes especiais nos cavalos de algumas cavalarias. Esses estandartes, que se assemelhavam a pequenas bandeiras e carregavam símbolos de clãs, eram mais proeminentes durante o período Sengoku, uma longa era de guerra civil no Japão, do século XV (15) ao início do século XVII (17).

## Variedade
Devido à grande variedade nas armaduras japonesas, os sashimono eram usados para fornecer uma espécie de "uniforme" para os exércitos. Os sashimono geralmente vinham em formas quadradas ou retangulares curtas, embora muitas variações existissem. Uma variação maior e colorida é o uma-jirushi, grandes bandeiras personalizadas semelhantes aos sashimono, usadas por comandantes. Similarmente, havia as bandeiras nobori, muito grandes e estreitas, que normalmente precisavam de dois ou três homens para mantê-las erguidas e eram usadas para controlar a direção das batalhas. (Uma-jirushi e nobori ainda são usados hoje em eventos esportivos, como versões japonesas das bandeiras comuns entre os públicos ocidentais).

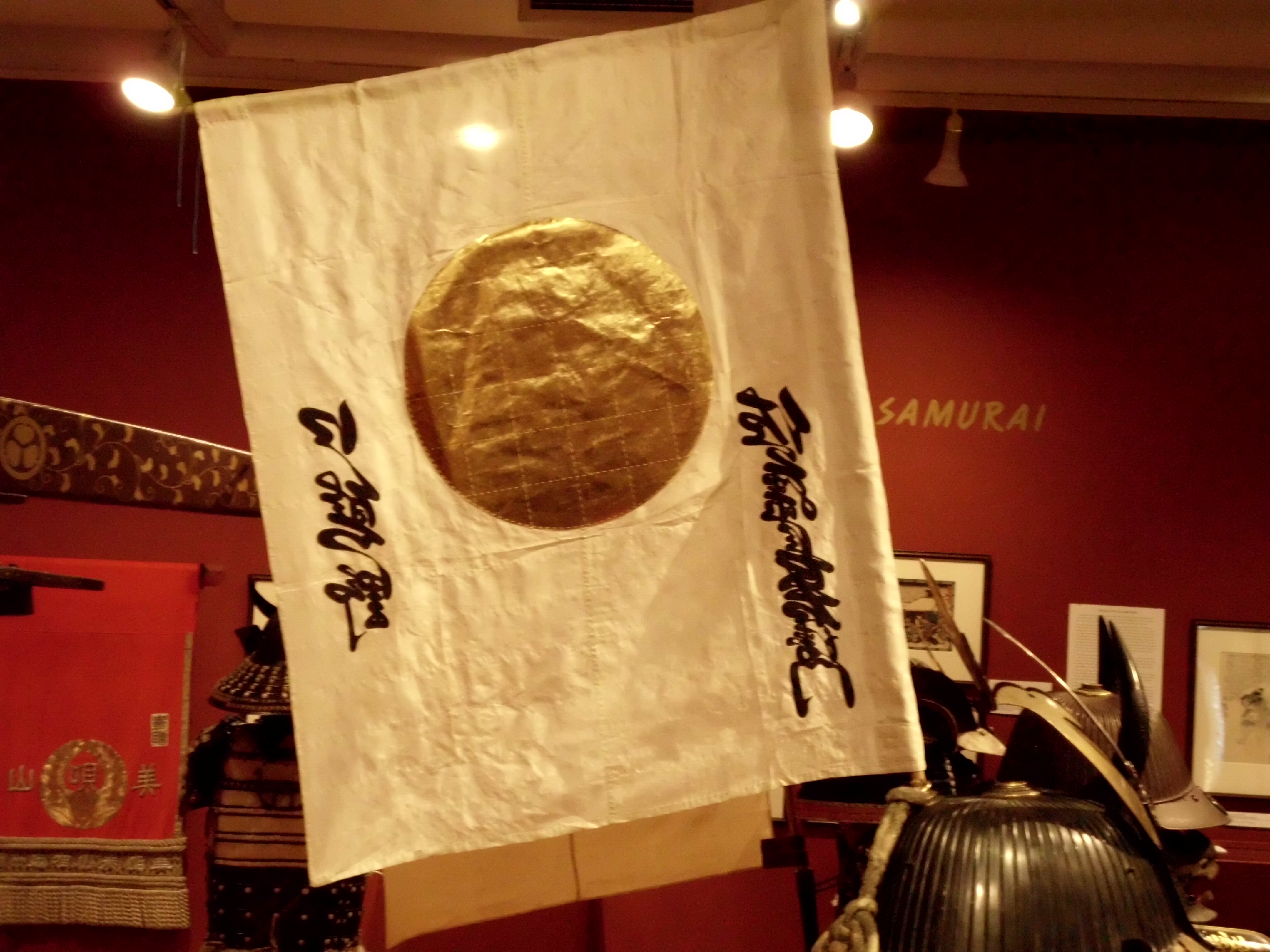
Sashimono de época Edo, do período japonês antigo (samurai). Uma bandeira de batalha usada nas costas de uma armadura de samurai como meio de identificação. Do Exposição Retorno do Samurai, Victoria, Colúmbia Britânica, Canadá, 2010.

A bandeira era pendurada em uma estrutura em forma de L, que estava presa à armadura do peito, chamada dō ou dou, por um encaixe chamado machi-uke ou uketsubo perto da linha da cintura, e articulada na altura dos ombros com um anel chamado gattari ou sashimono-gane. Embora esse arranjo fosse um dos mais comuns, havia outras variações. Seda e couro eram os materiais mais utilizados.

## Design
Os designs nos sashimono geralmente consistiam em formas geométricas simples, às vezes acompanhadas de caracteres japoneses que indicavam o nome do líder, clã, o mon (emblema) do clã, ou um slogan. A cor de fundo da bandeira frequentemente indicava a unidade do exército à qual o portador pertencia, com diferentes divisões ostentando seu próprio design ou logo. No entanto, o mon do daimyō era mais comumente usado do que o design ou logo da unidade, pois as batalhas podiam ser grandes e complexas, tornando vital a identificação rápida de aliados e inimigos. Em alguns casos, samurais de elite, famosos ou respeitados, tinham seu próprio design ou nome em seu sashimono, em vez do símbolo de sua divisão. Esses designs estilizados contrastavam com os elaborados dispositivos heráldicos exibidos por alguns exércitos europeus do mesmo período.